# Cunetaró Tonokura
Cunetaró Tonokura (殿倉常太郎, Tonokura Tsunetarō) byl majitelem fotoateliéru A. Farsari & Co. se sídlem v Jokohamě, Japonsko. Tonokura, který znal zakladatele firmy Adolfa Farsariho od 70. let 19. století, řídil každodenní záležitosti firmy, dokud se jejím majitelem nestal v roce 1901. V roce 1904 opustil společnost a založil vlastní studio.